# Omega-9-fettsyra
En omega-9-fettsyra (ω-9-fettsyra eller n-9-fettsyra) är ett omättat fett med sin första dubbelbindning på den nionde kolatomen räknat från omegakolet, alltså den sista kolatomen på fettsyran.
Till skillnad från omega-3-fettsyror och omega-6-fettsyror klassas inte omega-9-fettsyror som essentiella fettsyror (EFA). Detta beror både på att de kan skapas av människokroppen från omättat fett, och därför inte är nödvändiga i kosten, och för att avsaknaden av en omega−6-dubbelbindning hindrar dem från att delta i reaktionerna som bildar eikosanoider.

## Bakgrund
Vissa omega−9-fettsyror är vanliga komponenter i animaliskt fett och vegetabilisk olja. Två omega−9-fettsyror som är viktiga i industrin är:
- Oljesyra (18:1, n−9), som är en huvudkomponent i olivolja, macadamiaolja och andra enkelomättade fetter.

- Erukasyra (22:1, n−9), som finns i rapsfrö, kårelfrö och senapsfrö. Raps med hög erukasyrahalt odlas för kommersiellt bruk inom målning och beläggning som en torkande olja. Rapsolja kommer från en sort av rapsväxten som har förädlats, eller i vissa fall genetiskt modifierats, för att innehålla mycket lite erukasyra.

Under svåra förhållanden med EFA-berövande, kommer däggdjur att förlänga och avmätta oljesyra för att göra mjödsyra, (20:3, n−9). Detta har dokumenterats i en mindre utsträckning i en studie av vegetarianer och semi-vegetarianer som följde dieter utan betydande källor till EFA.
| Allmänt namn | Lipidnamn  | Kemiskt namn                        |
| ------------ | ---------- | ----------------------------------- |
| hypogeinsyra | 16:1 (n−9) | (Z)-hexadek-7-ensyra                |
| oljesyra     | 18:1 (n−9) | (Z)-oktadek-9-ensyra                |
| elaidinsyra  | 18:1 (n−9) | (E)-oktadek-9-ensyra                |
| gondoinsyra  | 20:1 (n−9) | (Z)-eicos-11-ensyra                 |
| mjödsyra     | 20:3 (n−9) | (5Z,8Z,11Z)-eicosa-5,8,11-triensyra |
| erukasyra    | 22:1 (n−9) | (Z)-docos-13-ensyra                 |
| nervonsyra   | 24:1 (n−9) | (Z)-tetracos-15-ensyra              |
| ximensyra    | 26:1 (n−9) |                                     |

## Exempel
- Oljesyra